# George Stigler
George Joseph Stigler (n. 17 ianuarie 1911, Seattle, Washington, SUA – d. 1 decembrie 1991, Chicago, Illinois, SUA) a fost un economist american de factură neoinstituționalistă și istoric al economiei. În 1982 a primit Premiul Nobel pentru Economie. 

## Viața
George Stigler a fost unul dintre absolvenții marcanți ai Universității din Chicago, alături de Milton Friedman și de Allen Wallis. G. Stigler și-a scris lucrarea doctorală sub îndrumarea lui Frank Knight.
Teoriile producției și teoria prețurilor au fost temele predilecte de cercetare ale lui George Stigler.
Ceea ce i-a adus Premiul Nobel au fost lucrările despre organizarea industrială și cauzele și efectele interferenței guvernului pe piața liberă. În acest sens, relevant este articolul lui Stigler „The Theory of Economic Regulation” publicat în 1971, unde respinge poziția tradițională conform căreia guvernul intervine pe piață pentru protejarea agenților implicați în jocul pieței. În mod curent intervențiile guvernului pe piață care sunt contrare bunăstării generale sunt justificate drept costuri ale unui scop social. Pentru Stigler „intervențiile politice sfidează explicațiile raționale”.
George Stigler a fost membru fondator al Societății Mont Pelerin.

## Listă de scrieri
- Stigler, George J. (1941) Production and Distribution Theories: 1870-1895. New York: Macmillan.
- _____ (1975). Citizen and the State: Essays on Regulation
- _____ (1982). "The Process and Progress of Economics," Prelegere la decernarea Premiului Nobel pe 8 decembrie 1982.
- _____ (1983).  The Organization of Industry.
- _____ (1985). Memoirs of an Unregulated Economist, autobiografie.
- _____ (1986). The Essence of Stigler (ISBN 0-8179-8462-3) eseuri editate de Kurt R. Leube.
- _____ (1987). The Theory of Price, Fourth Edition. New York: Macmillan.
- _____ (1988), ed. Chicago Studies in Political Economy.